# Vega Strike
 (octobre 2019).
Si vous disposez d'ouvrages ou d'articles de référence ou si vous connaissez des sites web de qualité traitant du thème abordé ici, merci de compléter l'article en donnant les références utiles à sa vérifiabilité et en les liant à la section « Notes et références ».
Vega Strike est un jeu vidéo de combat spatial au code source libre à la première personne, développé tant pour Windows que le système d'exploitation Mac OS ou Linux. Il est écrit en C, et C++, utilise Open GL pour les graphismes en 3D.

## Système de jeu
Le jeu rappelle Elite. Le joueur incarne un mercenaire pilotant un vaisseau, au sein d'un très vaste univers peuplé de systèmes solaires, reliés par des anneaux, ou jumps.
Dans un système solaire, le joueur trouvera des planètes, éventuellement habitées, des raffineries, des relais, des casernes spatiales sur lesquelles on peut se poser. Il pourra y accepter des missions, y vendre et acheter — il est ainsi possible de spéculer sans accepter de mission —, y trouver de nouveaux vaisseaux, équipements, et même de traîner dans un bar, rencontrant au hasard divers quidams.

### Téléportation

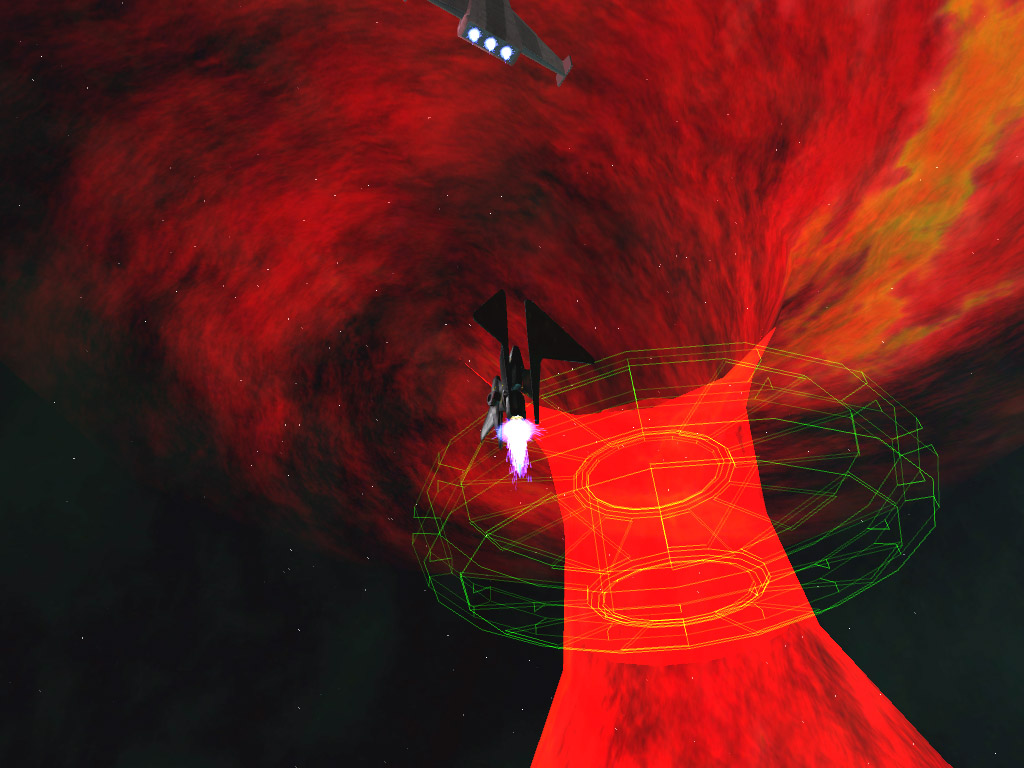
Téléportation !

Vega Strike s'appuie sur la loi de la gravitation : il est possible d'utiliser un multiplicateur de vitesse, mais seulement une fois éloigné d'une planète ou d'un anneau permettant de se téléporter. Ainsi, si le vaisseau peut traverser un système solaire très rapidement, en pratique il faudra compter avec plus de lenteur à proximité de planètes, ce qui rend possible le combat avec des pirates.
Pour se téléporter, le joueur recherche un jump le menant au système solaire qu'il souhaite. Il est nécessaire de posséder un équipement spécial, le jump drive, afin de pouvoir utiliser l'anneau de téléportation.

### Missions
Acceptant des missions rémunérées, qui permettront de se procurer de nouvelles armes, des améliorations au niveau du moteur, de l'armure du vaisseau, de nouveaux vaisseaux, le joueur se fait chercheur de crédits.
Les missions disponibles vont du commerce, à la destruction, en passant par l'accompagnement. Le jeu déploie de nombreux systèmes solaires reliés entre eux ; la plupart étant plus occupés par une faction. Le joueur sera plus ou moins apprécié par ces différentes factions, jusqu'à ce que sa présence sur certains systèmes devienne très périlleuse.

### Améliorations

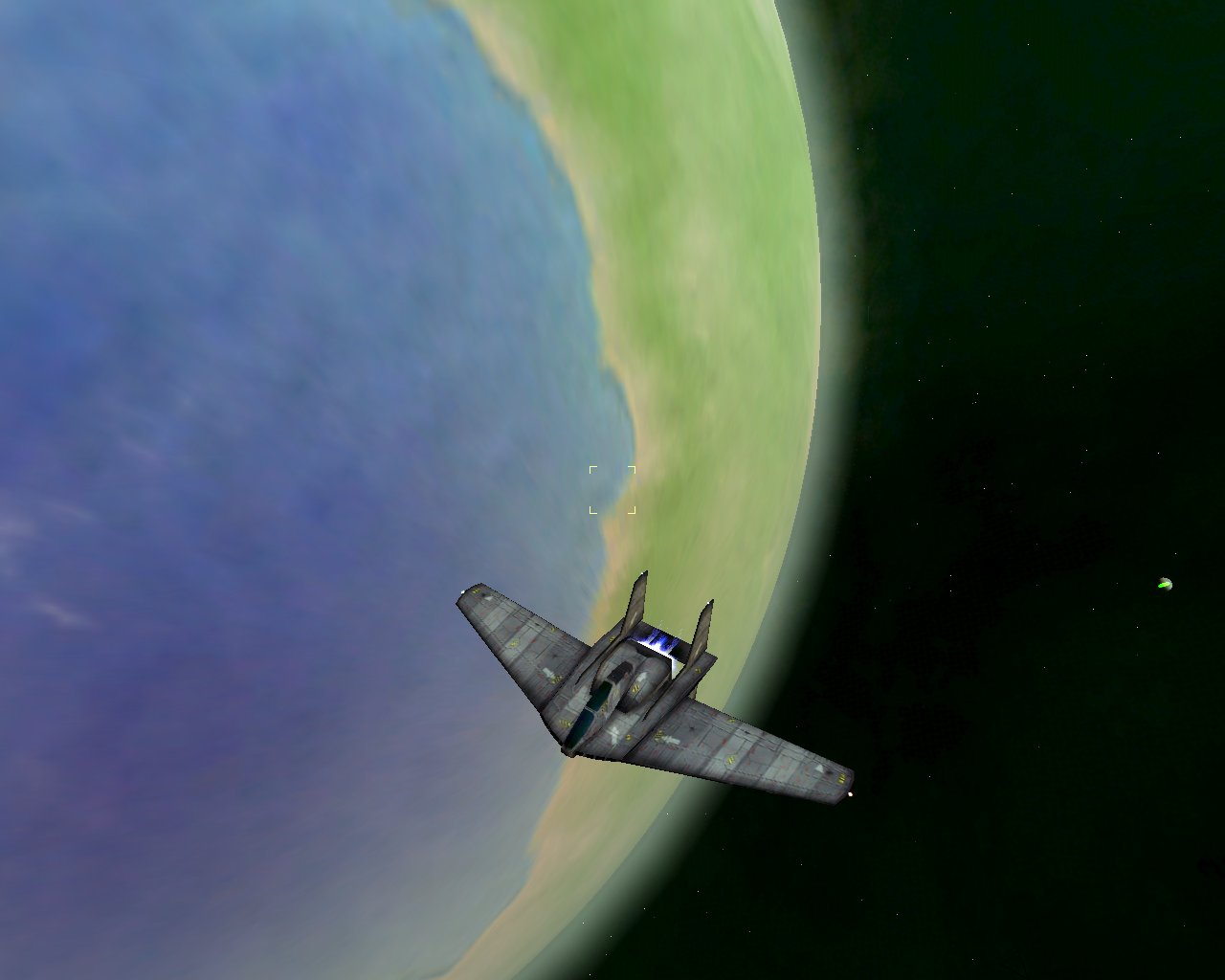
Capture d'écran de Vega Strike ; un vaisseau survolant une planète habitée
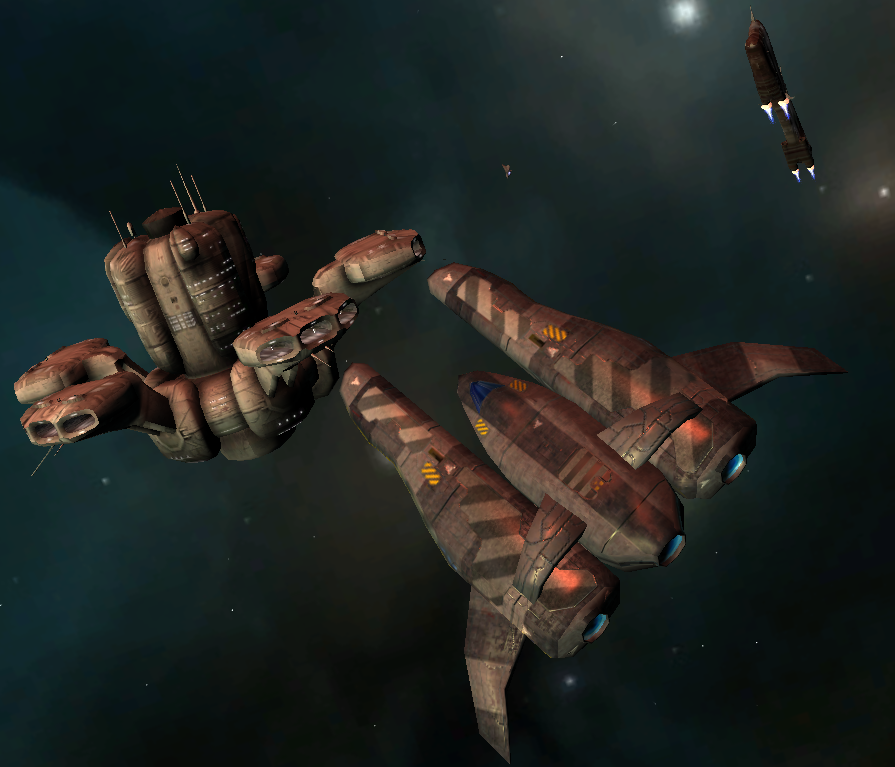
normal-mapping on a "Llama"
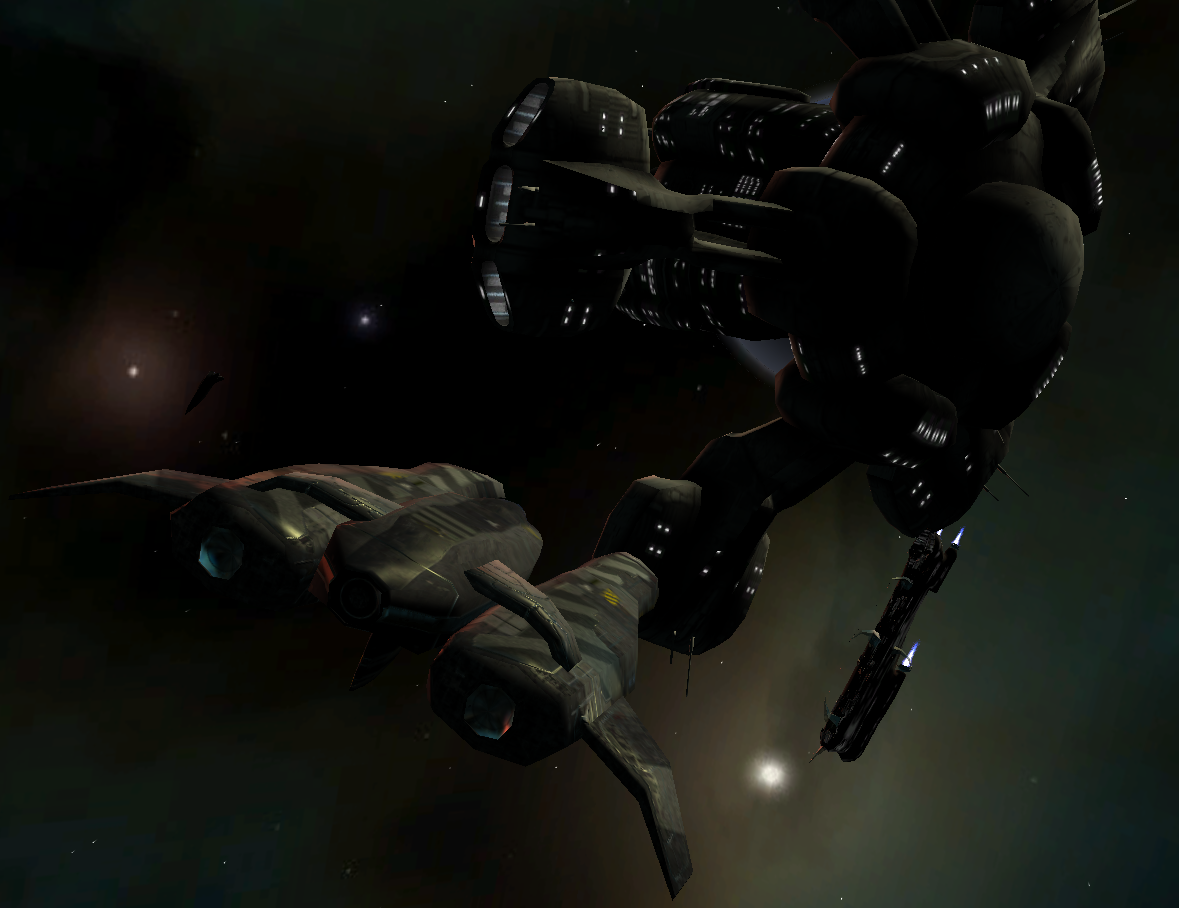
"Llama"-ship docks

Le prix des améliorations, comme de toute marchandise, varie selon le lieu. Les améliorations seront plus communes et moins chères sur des casernes, des laboratoires de recherche.. De nombreuses munitions, améliorations de boucliers énergétiques, d'armure, de nouvelles armes, tourelles sont disponibles. Certaines améliorations sortent du lot :
- Jump drive : permet de se téléporter d'un système à l'autre
- Réacteur : produire plus d'énergie est essentiel pour pouvoir accélérer, recharger ses boucliers, ou encore faire usage d'armes comme les lasers.
- Cargo : permet, aux dépens de la sécurité, d'augmenter la contenance du vaisseau.
- Scanner : un meilleur scanner voit plus loin, par exemple pour les missions de patrouille, mais s'avère surtout indispensable pour les combats. Certains scanners permettent de différencier les vaisseaux alliés et ennemis.
- ECM : utilise de l'énergie pour leurrer les missiles adverses.
- Cloacking : permet de devenir invisible...

### Campagne
La campagne commence si le joueur se rend dans le bar de la planète Cephid 17 et y rencontre Jenerk. Il pourra alors accepter une mission non rémunérée, mais qui fera démarrer la campagne. Celle-ci implique un système de points, notant une progression dans ce jeu fait de voyages sans fin.

### Vaisseaux
Après avoir gagné suffisamment d'argent il est possible d'acquérir de nouveaux vaisseaux. Plusieurs classes existent, notamment marchands (au cargo énorme), ou guerriers (des différentes factions : Confédération, ISO, Hunter...)
Le joueur peut se constituer une flotte multiple ainsi que revendre les appareils devenus obsolètes, le seul ne pouvant être revendu étant le premier. Il est possible d'échanger des vaisseaux, ce qui ne coûte rien à condition que l'engin voulu se trouve dans le même système (coût de transport).
Parmi les engins, les plus significatifs sont :
- Llama (300.000 crédits) : c'est le vaisseau avec lequel le joueur commence, il est relativement équilibré.
- Mule (1.500.000 crédits) est, comme son nom l'indique, un puissant vaisseau pour le transport : il contient un cargo vingt fois supérieur au Llama. Il est par contre très peu maniable et pose un problème quand il s'agit de corriger sa trajectoire - l'adjectif correct serait têtu... La solution sera d'utiliser un autre vaisseau pour rejoindre le point où vendre, puis de reprendre mule, qui sera venu avec le cargo rempli...
- Goddard : Puissant vaisseau de combat, pouvant utiliser des torpilles et permettant de monter des tourelles... Goddard est aussi le nom d'un système solaire.

## Univers
L'univers de VegaStrike est peuplé de différentes factions ; les systèmes solaires sont regroupés par secteurs habités par l'une de ces factions - et bien que l'on puisse croiser un vaisseau d'une faction hors de son secteur natif.

### Factions
Les factions sont des groupes organisés (plus ou moins organisés) que le joueur croise le long de ses péripéties. À chaque faction correspond un score notant la relation avec : 0 pour neutre, -100 pour pire ennemi, ou 100 pour allié solide. L'entente avec les différentes factions est l'un des moteurs du jeu. Il faudra par exemple entretenir des messages de politesse et surtout répondre aux (rares) appels spontanés. Certaines factions étant liées, attaquer les unes améliore la relation avec d'autres. Tuer des pirates améliore les relations avec presque toutes les factions. Le joueur doit donc prendre en compte le lien entre les factions, ainsi qu'évidemment leur puissance respective.
Voici une liste, non exhaustive, des factions qui peuvent être trouvées dans l'univers de Vegastrike, et qui sont organisées hiérarchiquement.
Aeran Ascendancy
Bzbr
Confederation of Inhabited WorldsCette faction inclut différents groupes humains, ainsi que d'autres espèces alliées.
Confederation Joint Fleet
Andolian Protectorate
Andolians
Purth
Klk’k
Space Born
High-Born
Homeland Security
LIHW
MechanistsLes Mechanists ont remplacé leur corps par des machines, ou du moins largement modifié ce substrat organique en lui adjoignant des parts artificielles.
Merchants GuildLa guilde des marchands absorbe de plus petits groupes, elle règne dans le secteur de la poussière de diamant.
PuristsLes puristes cherchent à maintenir leur notion d'humanité face au progrès bouleversant le corps humain, et la définition même de l'homme. Ils évitent donc de s'adjoindre des implants neuronaux, d'utiliser des modifications génétiques, ou de remplacer des organes par des parts cybernétiques : ils préfèrent la simple chirurgie.
ShapersLes Shapers, par opposition au mécaniciens, modifient leur corps génétiquement, de génération en génération.
Dgn
Unadorned
Mishtali
Forsaken
HuntersCes chasseurs de primes opèrent dans les secteurs Forsaken et celui de la confédération.
ISO (Interstellar Socialist Organization)Cette faction a pour but de mettre en place une économie socialiste, en remplaçant le gouvernement de la confédération.
Interstellar Church of True Form’s Return (Luddites)Ils proviennent d'une branche extrémiste des puristes, et agissent comme groupuscule terroriste. Ils sont ennemis des pirates ainsi que des aera.
Human Pirate GroupsDe nombreux groupes traquent les routes commerciales pour les piller... Il n'y a pas d'autorité pirate centralisée ; ils sont ennemis avec à peu près tous.
Rlaan Assembly
Rlaan-Briin
Lmpl
Nuhln
Saahasayaay
Shmrn
Sul-Gatwa Celestial Domain
The Uln

### Systèmes
Les systèmes solaires sont regroupés par secteurs, selon une cohérence géographique et politique. Le système de départ, Cephid-17, appartient à la confédération (factions homeland, klkk, puristes, ..) Les systèmes voisins sont donc du même secteur et appartiennent également la confédération.
Plus de cent systèmes solaires forment l'univers de Vegastrike. La carte se constituera au fur et à mesure des découvertes du joueur, par exemple si une mission l'entraîne quelques systèmes plus loin.
Les systèmes comportent différentes planètes et bâtiments : 
- Planètes océaniques, produisant de la nourriture notamment des poissons..), du vin, des "divertissements" (comme les holo-vidéo) ;
- Planètes biologiquement variées, semblables au planètes océaniques mais offrant des produits naturels comme le bois ;
- Planètes gazeuses, rocailleuses ou même volcaniques, la plupart du temps inhabitées ;
- Raffineries : elles paient cher pour les biens naturels mais vendent à bon prix les denrées nucléaires, diamants et tous produits raffinés ;
- Casernes : idéales pour s'équiper de nouvelles améliorations à un prix moins élevé, ou trouver de puissants vaisseaux ;
- Usine : permet d'acheter des produits manufacturés à revendre à d'honnêtes habitants ;
- Laboratoires de recherches ;
- Anneaux de téléportations ;
- Relais

Un système est tout autant peuplé de vaisseaux, selon la faction qui l'habite. Mais les pirates sont partout..